# Choral, cadence et fugato
Choral, cadence et fugato est une œuvre pour trombone et piano d'Henri Dutilleux composée en 1950.

## Présentation
Après Sarabande et cortège pour basson et piano en 1942, la Sonatine pour flûte et piano en 1943 et la Sonate pour hautbois et piano en 1947, Choral, cadence et fugato est la quatrième et dernière pièce commandée à Henri Dutilleux par Claude Delvincourt, directeur du Conservatoire de Paris, pour servir de morceau de concours imposé pour les prix de l'établissement. À cet effet, la partition est composée durant le premier trimestre 1950.
L'œuvre, écrite pour trombone ténor et piano, est dédiée à André Lafosse, professeur de trombone du Conservatoire. 
La partition est publiée par Alphonse Leduc en 1950. 
Le triptyque comprend trois parties enchaînées :
- Choral, qui « enchaîne quatre phrases successives chantées en imitation à la main droite du piano et au trombone, l'ensemble suivant un mouvement mélodique qui monte vers l'aigu, avant de retomber brutalement dans le registre grave du trombone[2] » ;
- Cadence, où le piano annonce « par trois fois le motif du « fugato » entre les interventions du trombone[2] », cadentielles ;
- Fugato, volet « très virtuose, [qui] est construit sur un thème rythmé traité d'abord en imitation entre les deux instruments puis par mouvement contraire, le trombone intervenant alors avant le piano. Le début du thème est ensuite traité en valeurs augmentées au piano avant une conclusion brillante[2] ».

La durée moyenne d'exécution de Choral, cadence et fugato est de cinq minutes trente environ.    
Dans le catalogue des œuvres d'Henri Dutilleux établi par le musicologue Pierre Gervasoni, la pièce porte le numéro PG 42. L'œuvre existe aussi dans une transcription pour trombone et orchestre d'harmonie réalisée par Claude Pichaureau, publiée par Leduc en 1999, ainsi que dans une orchestration (version pour trombone et orchestre symphonique) de Kenneth Hesketh.

## Discographie
- Alla Francese : Works for brass, Les Cuivres français, Michel Becquet (trombone) et Yves Henry (piano), Pierre Verany PV 793041, 1993.
- Henri Dutilleux : pages de jeunesse, Daniel Breszynski (trombone) et Pascal Godart (piano), Indesens INDE004, 2007[4].
- Henri Dutilleux : musique de chambre, Jonathan Reith (trombone) et Sébastien Vichard (piano), Hérisson LH15, 2017[5].